# Années 690
Les années 690 couvrent la période de 690 à 699.

## Événements
- Après 689 : après sa victoire navale sur le royaume de Tarumanagara (Java occidental) le royaume de Srivijaya, sur la côte sud-est de Sumatra gagne le contrôle des détroits de la Sonde (actuelle Indonésie) et de Malacca (actuelle Malaisie)[1]. Il se développe à partir de Palembang et étend rapidement son hégémonie au reste de l’île, puis sur la péninsule malaise, contrôlant ainsi le détroit de Malacca. Il commerce avec l’Inde et la Chine à la fin du VIIe siècle et contrôle, pendant près de cinq cents ans la plupart des échanges entre la Chine, l’archipel indonésien et l’Inde[2]. Selon le moine chinois Yi Jing, le royaume indo-malais de Malayu au centre de Sumatra, indépendant en 671, est vassal de Srivijaya en 689[3].
- 689-710 : reprise de la conquête musulmane du Maghreb[4].
- 691-692 :
  - le concile in Trullo achever d'organiser l'Église chrétienne trinitaire en cinq patriarcats[5].
  - bataille de Sébastopolis ; reprise de la guerre entre l'empire byzantin et les Omeyyades, qui prennent possession de l'Arménie byzantine[6].
- 695 : première mention historique de la ville de Bruxelles (Brosella)[7].
- 697-698 : les omeyyades occupent l'exarchat de Carthage[6].

## Personnages significatifs
- Abd al-Malik (Omeyyade) - Saint Adomnan - Childebert IV - Justinien II - Kahena – Kapaghan - Léonce II - Paolo Lucio Anafesto - Pépin de Herstal - Radbod - Tibère III - Willibrord d'Utrecht - Wu Zetian